# لنكن (نبراسكا)
لنكن مدينة أمريكية وعاصمة ولاية نبراسكا وثاني أكثر المدن أمانا في أمريكا.
يوجد في مدينة لنكن أحد أشهر جامعات أمريكا وهي جامعة نبراسكا- لنكن (www.unl.edu)، كما تحوي جامعة نبراسكا- لنكن على حوالي 2000 طالب دولي من ما يقارب 104 دولة، يوجد في الجامعة عدة منظمات مثل منظمة الطلاب الصينيون، وأصدقاء عالميون اليابان ومنظمة الطالب الدولي والهدف هو أن تحسن اتصال الطلاب الدوليين بالأمريكان وتنشط في جامعة نبراسكا - لنكن العديد من الرياضات فهي تملك أحد أقوى فرق كرة القدم الأمريكية الجامعية وفريقها لكرة الطائرة للفتيات هو الأول على أمريكا في حصوله على بطولات الوطنية وأحد أبطال المصارع والحاصل على الميدالية الذهبية في أولمبياد بكين 2008 هو أحد طلبة الجامعة وغيرها.
تعتبر مدينة لنكن عاصمة ولاية نبراسكا الأمريكية وهي ثاني أكبر ولاية منتجة للحوم الماشية وأكبر ولاية لإنتاج الذرة لذا تسمى ولاية عرانيص الذرة (Corn Husker State) وعدد سكان الولاية يزيد عن المليونين نسمة بينما يبلغ عدد سكان مدينة لنكن أكثر من 350 ألف نسمة وتشتهر المدينة ببناية الحكومة المحلية للولاية ببرجها الشاهق، والمدينة تحتوي على العديد من الحدائق والمحميات الطبيعية وفيها متحف للتأريخ الطبيعي يعتبر فريد من نوعه وهنالك ملعب فريق الجامعة لكرة القدم الأمريكية وهو ملعب ضخم ويتسع لأكثر من 90000 شخص ويسمى الملعب التذكاري (Memorial Stadium).

## التركيبة السكانية
قام مكتب تعداد الولايات المتحدة بتحديد بيانات التركيبة السكانية للنكن في تعداد الولايات المتحدة. في ما يلي، التركيبة السكانية حسب تعدادي 2000 و 2010.

### تعداد عام 2000
بلغ عدد سكان لينكولن 364 نسمة بحسب تعداد عام 2000، وبلغ عدد الأسر 179 أسرة وعدد العائلات 102 عائلة مقيمة في القرية.
وتوزع التركيب العرقي للقرية بنسبة 98.63% من البيض و 0.27% من الأمريكيين الأصليين و 0.27% من الأمريكيين الأفارقة و 0.82% من عرقين مختلطين أو أكثر.
بلغ عدد الأسر 179 أسرة كانت نسبة 22.9% منها لديها أطفال تحت سن الثامنة عشر تعيش معهم، وبلغت نسبة الأزواج القاطنين مع بعضهم البعض 43.6% من أصل المجموع الكلي للأسر، ونسبة 8.9% من الأسر كان لديها معيلات من الإناث دون وجود شريك، وكانت نسبة 42.5% من غير العائلات. تألفت نسبة 39.7% من أصل جميع الأسر من أفراد ونسبة 25.1% كانوا يعيش معهم شخص وحيد يبلغ من العمر 65 عاماً فما فوق. وبلغ متوسط حجم الأسرة المعيشية 2.63، أما متوسط حجم العائلات فبلغ 2.03.
بلغ العمر الوسطي للسكان 45 عاماً. وكانت نسبة 20.6% من القاطنين تحت سن الثامنة عشر، وكانت نسبة 4.7% بين الثامنة عشر والأربعة وعشرون عاماً، ونسبة 24.5% كانت واقعةً في الفئة العمرية ما بين الخامسة والعشرين حتى الرابعة والأربعين عاماً، ونسبة 26.1% كانت ما بين الخامسة والأربعين حتى الرابعة والستين، ونسبة 24.2% كانت ضمن فئة الخامسة والستين عاماً فما فوق. يوجد لكل 100 أنثى 75.0 ذكر، ويوجد لكل 100 أنثى في الثامنة عشر من عمرها فما فوق 71.0 ذكر.
بلغ متوسط دخل الأسرة في القرية 24,464 دولار، أما متوسط دخل العائلة فبلغ 29,821 دولار. وكان متوسط دخل الذكور 30,179 دولار مقابل 17,143 دولار للإناث. وسجل دخل الفرد الخاص بالقرية 16,860 دولار. وكانت نسبة 13.1% من العائلات ونسبة 15.7% من السكان تحت خط الفقر، وكان من هؤلاء نسبة 12.0% تحت سن الثامنة عشر ونسبة 20.9% في الخامسة والستين من العمر وما فوق.

### تعداد عام 2010
بلغ عدد سكان لنكن 258,379 نسمة بحسب تعداد عام 2010، وبلغ عدد الأسر 103,546 أسرة وعدد العائلات 60,300 عائلة مقيمة في المدينة. في حين سجلت الكثافة السكانية 2,899.6 نسمة لكل ميل مربع (1,119.5/كم2). وبلغ عدد الوحدات السكنية 110,546 وحدة بمتوسط كثافة قدره 1,240.6 لكل ميل مربع (479.0/كم2).
وتوزع التركيب العرقي للمدينة بنسبة 86.0% من البيض و 0.8% من الأمريكيين الأصليين و 3.8% من الأمريكيين ذوي الأصول الآسيوية و0.1% من سكان جزر المحيط الهادئ و 3.8% من الأمريكيين الأفارقة و 3.0% من عرقين مختلطين أو أكثر.
بلغ عدد الأسر 103,546 أسرة كانت نسبة 27.7% منها لديها أطفال تحت سن الثامنة عشر تعيش معهم، وبلغت نسبة الأزواج القاطنين مع بعضهم البعض 44.0% من أصل المجموع الكلي للأسر، ونسبة 10.2% من الأسر كان لديها معيلات من الإناث دون وجود شريك، بينما كانت نسبة 4.1% من الأسر لديها معيلون من الذكور دون وجود شريكة وكانت نسبة 41.8% من غير العائلات. تألفت نسبة 31.3% من أصل جميع الأسر من أفراد ونسبة 8.8% كانوا يعيش معهم شخص وحيد يبلغ من العمر 65 عاماً فما فوق. وبلغ متوسط حجم الأسرة المعيشية 3.01، أما متوسط حجم العائلات فبلغ 2.36.
بلغ العمر الوسطي للسكان 31.8 عاماً. وكانت نسبة 22.7% من القاطنين تحت سن الثامنة عشر، وكانت نسبة 15.7% بين الثامنة عشر والأربعة وعشرون عاماً، ونسبة 27.9% كانت واقعةً في الفئة العمرية ما بين الخامسة والعشرين حتى الرابعة والأربعين عاماً، ونسبة 22.9% كانت ما بين الخامسة والأربعين حتى الرابعة والستين، ونسبة 10.7% كانت ضمن فئة الخامسة والستين عاماً فما فوق. وتوزع التركيب الجنسي للسكان بنسبة 50.0% ذكور و 50.0% إناث.

## جامعة نبراسكا - لنكن
تعتبر جامعة نبراسكا في لنكن من الجامعات المشهورة ليس على مستوى أمريكا فحسب بل وعلى مستوى العالم وفي عام 2008 كانت الجامعة بالترتيب الثالث على مستوى أمريكا والأولى من ناحية أكثر الجامعات شعبيةً واستقطاباً للطلبه من داخل وخارج أمريكا
في المدينة جالية عربية ليست بالقليلة وتعتبر اللغة العربية ثالث اللغات من ناحية الاستخدام وهنالك جالية عراقية تقدر بحوالي 10000 شخص وأغلبهم يحمل الجنسية الأمريكية وهنالك مركز إسلامي كبير وهو مركز نبراسكا الإسلامي ويعتبر مركز فريد من نوعه في عموم ولاية نبراسكا يجتمع فيه المسلمون من مختلف الجنسيات للصلاة وإحياء المناسبات الدينية الإسلامية وهو فعال ومؤثر في حياة الجالية الإسلامية في لنكن.
مدينة لنكن شهدة تطوراً كبيراً منذ تسعينيات القرن الماضي وحتى يومنا هذا وهي تزداد إتساعاً وتطوراً وبدأت باستقطاب الكثير من المستثمرين بسبب فرص العمل والاستثمار فيها. يعتبر العيش في مدينة لنكن أفضل من غيرها من مدن أمريكا كون الحياة فيها معتدلة وليست غالية كما في مثيلاتها وهي مدينة ثقافية وتأريخيه وعلمية.
في عام 2009 تم اختيار مدينة لنكن كأنقى مدينة من ناحية البيئة ونظافة الجو من الملوثات على عموم مدن أمريكا وفي تقرير آخر وبعد الأزمة الاقتصادية التي عصفت بالعديد من مدن أمريكا كانت مدينة لنكن الخامسة من بين أفضل عشرة مدن للعيش في أمريكا لعدم تأثرها بالأزمة الاقتصادية وهي ثاني أكثر مدن أمريكا أماناً للعيش فيها ومن أقل مدن أمريكا في الجرائم ذات الطبيعة العنصرية.